# Old Town (San Diego)
Cet article concerne le quartier. Pour le parc d'État, voir Parc historique d'État d'Old Town San Diego.
Pour les articles homonymes, voir Old Town.
Old Town est un quartier de San Diego en Californie. Le parc historique d'État d'Old Town San Diego s'y trouve.